# الخرسعه
الخرسعه یک منطقهٔ مسکونی در قطر است که در شهرداری الشحانیه واقع شده‌است. الخرسعه ۳۲۰۰ سانتی متر بالاتر از سطح دریا واقع شده‌است.